# Königreich Nepal
Das Königreich Nepal (Nepali नेपाल अधिराज्य – Nepal Adhirajya) war ein Königreich in Südasien, das von 1768 bis 2008 auf dem Gebiet der heutigen Republik Nepal bestand. Das Königreich war auch unter den Namen Königreich Gurkha, Königreich Gorkha (Nepali गोरखा अधिराज्य) oder Asal Hindustan („Wahres Land der Hindus“) bekannt. Es war ein vom Hinduismus geprägtes Königreich auf dem indischen Subkontinent, das 1768 mit der Vereinigung Nepals entstand. Das Königreich wurde von Prithvi Narayan Shah gegründet, dem König von Gorkha, der für sich beanspruchte, von den Rajputen abzustammen, und bestand für 240 Jahre bis zur Abschaffung der nepalesischen Monarchie 2008. In dieser Zeit stand Nepal unter der Herrschaft der Shah-Dynastie, die in der Geschichte des Königreiches unterschiedliche Phasen der Machtausübung hatte.

## Geschichte
Nach dem nepalesischen Einfall in Tibet und der Plünderung Digarchas unter Prinz Bahadur Shah 1792 baten der Achte Dalai Lama und chinesische Ambane das Kaiserreich China um militärischen Beistand. Die chinesischen und tibetischen Streitkräfte unter Fuk’anggan griffen Nepal an, gingen aber zu Verhandlungen über, als sie in Nuwakot scheiterten. Mulkaji Damodar Pande, der einflussreichste unter den vier Kajis, wurde nach der erzwungenen Abdankung Bahadur Shahs eingesetzt. Kaji (Mulkaji) Kirtiman Singh Basnyat versuchte den König Girvan Yuddha Bikram Shah zu beschützen und den früheren König Rana Bahadur Shah aus Nepal fernzuhalten. Am 4. März 1804 gelang ihm jedoch die Rückkehr und er übernahm als Mukhtiyar (Premier), und Damodar Pande wurde in Thankot enthauptet. Auf den Tod Rana Bahadur Shahs folgte das Bhandarkhal-Massaker von 1806, was den Aufstieg des autoritären Mukhtiyar Bhimsen Thapa fortsetzte, der von 1806 bis 1837 Nepal faktisch beherrschte. Die Ausbreitung der Britischen Ostindien-Kompanie im Indien des frühen 19. Jahrhunderts führte jedoch zum Gurkha-Krieg (1814–1816), in dem Nepal besiegt wurde. Mit dem Vertrag von Sugauli behielt das Königreich zwar seine Unabhängigkeit, musste aber Gebiete abtreten, womit die Flüsse Mechi und Sharda zu Grenzflüssen wurden. Das Gebiet vor dem Vertrag von Sugauli wird manchmal als Greater Nepal bezeichnet. Politisch führte der Tod von Mukhtiyar Mathbar Singh zum Ende der Thapa-Dynastie und zum Kot-Massaker. Dies brachte die Vormachtstellung der Rana-Dynastie der Chhetri mit sich und ihre Mitglieder bekleideten von 1843 bis 1951 das Amt des Ministerpräsidenten Nepals. Ab der Amtszeit von Jang Bahadur Rana, dem ersten Herrscher der Rana, reduzierte die Rana-Dynastie die Shah-Monarchen zu Marionetten. Die Herrschaft der Rana war geprägt von Tyrannei, Ausschweifungen, wirtschaftlicher Ausbeutung und religiöser Unterdrückung.
Im Juli 1950 unterzeichnete das unabhängig gewordene Indien einen Freundschaftsvertrag mit Nepal, in dem beide Seiten versicherten, die gegenseitige Souveränität zu respektieren. Im November desselben Jahres spielte Indien eine entscheidende Rolle bei der Unterstützung des Königs Tribhuvan, den der Rana-Herrscher Mohan Shamsher Jang Bahadur Rana abzusetzen und durch seinen Adoptivenkel Gyanendra zu ersetzen versuchte. Mit indischer Unterstützung wurde eine neue Regierung gebildet, die überwiegend aus der Nepalesischen Kongresspartei bestand, und König Tribhuvan beendete 1951 die Herrschaft der Rana.
In den 1960er und 1970er Jahren wurden nicht erfolgreiche Versuche unternommen, Reformen einzuleiten und eine Verfassung zu verabschieden. Ende der 1980er Jahre führte eine Wirtschaftskrise zu einer Volksbewegung, die 1990 Parlamentswahlen und die Annahme einer konstitutionellen Monarchie nach sich zog. In den 1990er Jahren brach der Nepalesische Bürgerkrieg (1996–2006) zwischen Regierungstruppen und aufständischen Kräften seitens der Kommunistischen Partei Nepals aus. Die Situation der nepalesischen Monarchie wurde mit dem Massenmord im nepalesischen Königshaus weiter geschwächt.
Eine Folge des Massenmordes war die Rückkehr von König Gyanendra auf den Thron. Seine Einführung der direkten Herrschaft im Jahr 2005 provozierte eine Protestbewegung, die den maoistischen Aufstand und die prodemokratischen Aktivisten vereinte. Er war schließlich gezwungen, das Repräsentantenhaus wiedereinzuberufen, das 2007 eine Interimsverfassung verabschiedete, die die Befugnisse der nepalesischen Monarchie stark einschränkte. Nach der Wahl im darauffolgenden Jahr hob die verfassungsgebende Versammlung Nepals in ihrer ersten Sitzung am 28. Mai 2008 das Königreich formell auf und proklamierte an seiner Stelle die Demokratische Bundesrepublik Nepal.
Bis zur Abschaffung der Monarchie war Nepal das einzige Land der Welt mit dem Hinduismus als Staatsreligion; seit der Einführung der Republik ist das Land formell ein säkularer Staat.